# Procheneozaur

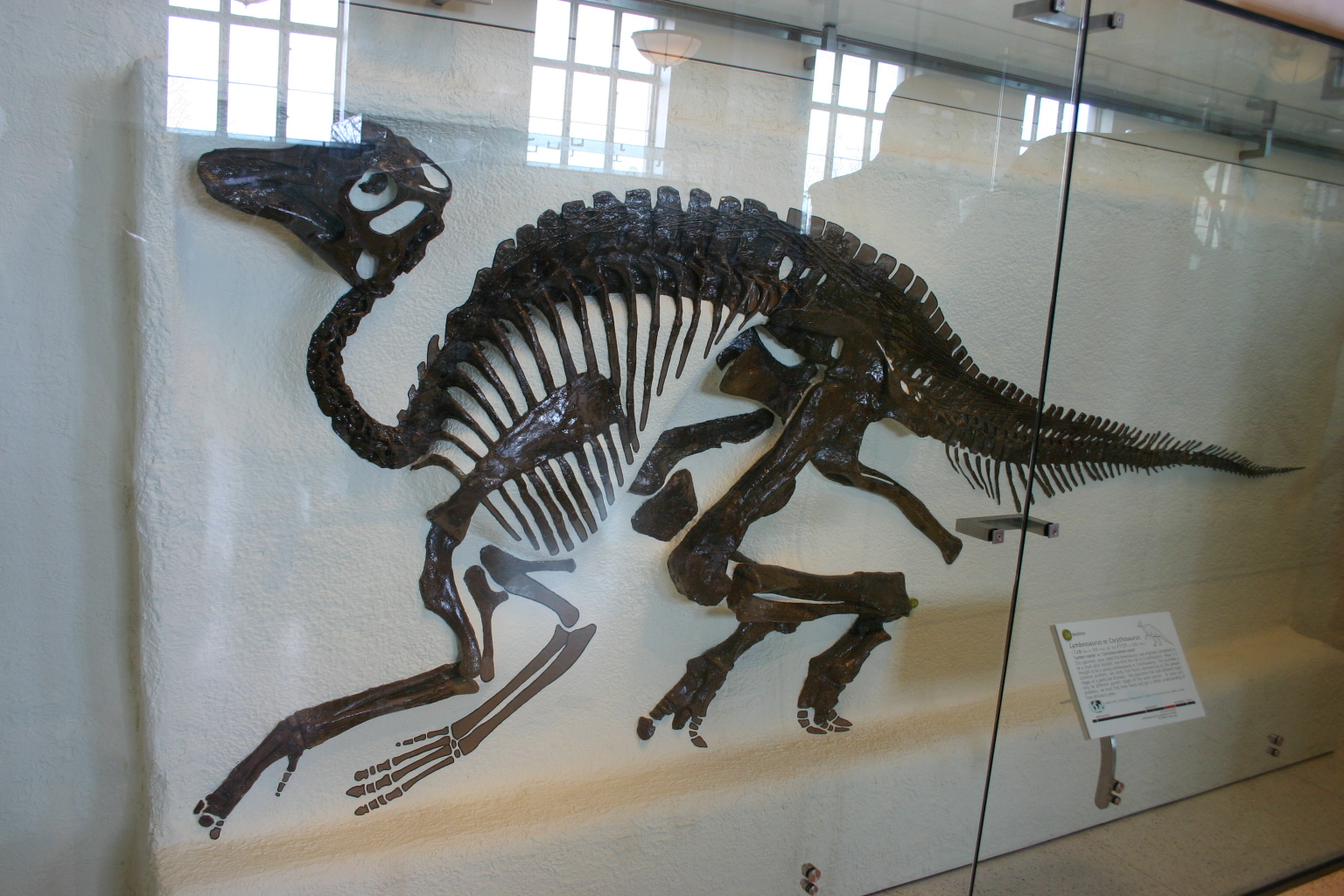
„Procheneosaurus” w Amerykańskim Muzeum Historii Naturalnej (Lambeosaurus lub Corythosaurus)

Procheneozaur („Procheneosaurus”, przed gęsim jaszczurem [Cheneosaurus]) – nieużywany rodzaj hadrozaura, opisany na podstawie małej czaszki z niskim kopułami przed oczami. Uważa się obecnie, że szczątki przypisywane jego różnym gatunkom należały do młodocianych osobników różnych rodzajów lambeozaurów. Peter Dodson w 1975 rozdzielił je między rodzaje Corythosaurus i Lambeosaurus, ale późniejsze prace wskazują, że również Hypacrosaurus był włączany. Nazwa Procheneosaurus jest więc nieprawidłowa. Do rodzaju zaliczano pięć gatunków: północnoamerykańskie P. praeceps, P. altidens, P. cranibrevis i P. erectofrons oraz P. convincens z Azji. Bell i Brink (2013) przenieśli P. convincens do odrębnego rodzaju Kazaklambia.